# Віхрув (Лодзинське воєводство)
Віхрув (пол. Wichrów) — село в Польщі, у гміні Ленчиця Ленчицького повіту Лодзинського воєводства.
Населення — 248 осіб (2011).
У 1975-1998 роках село належало до Плоцького воєводства.

## Демографія
Демографічна структура станом на 31 березня 2011 року:
|          | Загалом | Допрацездатний вік | Працездатний вік | Постпрацездатний вік |
| -------- | ------- | ------------------ | ---------------- | -------------------- |
| Чоловіки | 130     | 28                 | 91               | 11                   |
| Жінки    | 118     | 24                 | 68               | 26                   |
| Разом    | 248     | 52                 | 159              | 37                   |